# 白毛锦鸡儿
白毛锦鸡儿（学名：Caragana licentiana）为豆科锦鸡儿属下的一个种。

## 扩展阅读
- 維基物種上的相關：白毛锦鸡儿